# Echer topografic

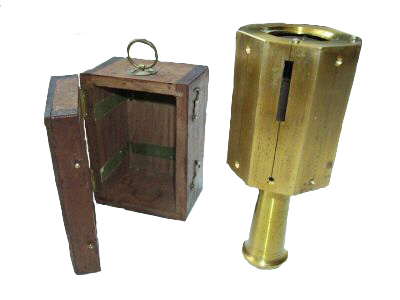
Echer cu pinule de la sfârşitul secolului al XIX-lea.

Echerul topografic este un instrument folosit în topografie pentru fixarea pe teren a aliniamentelor perpendiculare. Trasarea unui unghi drept pe teren cu ajutorul echerului topografic constă în a ridica sau coborî o perpendiculară pe un aliniament, operație care  permite rezolvarea unei serii de probleme ca: trasarea unei paralele la o dreaptă dată, prelungirea unui aliniament peste un obstacol etc. În ulima vreme, după apariția instrumentelor topografice electronice și folosirea lor pe scară tot mai largă, utilizarea echerelor în topografie a devenit desuetă.
Echerele pot fi de mai multe feluri:
- echerul arpenorului sau cu pinule;
- echerul cu oglinzi;
- echerul cu prisme.

Echerul arpentorului sau echerul cu pinule este un instrument topografic simplu, cu ajutorul căruia se poate face ridicarea și coborârea unei perpendiculare pe un aliniament dat. De obicei este confecționat din alamă și are o formă prismatică, octogonală, cilindrică sau sferică. Pe cele opt fețe se găsesc fante (numite pinule), care comunică în planuri diametral opuse.
Construcția echerului cu oglinzi se bazează pe principiul reflexiei luminii pe oglinzi plane. Dacă oglinzile sunt dispuse astfel încât să formeze un unghi de 45º, atunci cele două raze, incidentă și emergentă, se intersectează sub un unghi drept. Acest tip de echer poate avea una sau două perechi de oglinzi. Echerul poate fi prevăzut cu baston de centrare sau cu fir cu  plumb. 
Echerul cu prisme folosește de obicei prisme pentagonale. Și aceste echere se construiesc în două variante: cu o prismă sau cu două prisme suprapuse, care de fapt sunt cele mai răspândite.